# Harbour Plaza
Harbour Plaza Residences è un complesso di edifici a Toronto, in Ontario, Canada.

## Caratteristiche
Il complesso si compone di 2 torri condominiali di 63 e 67 piani  con 200.000 piedi quadrati di spazio commerciale.  Le due torri residenziali, che raggiungono i 237 metri e 228 metri, sono le torri gemelle più alte del Canada, mentre la Torre 1 (la più alta) è l'ottavo edificio più alto della città e il tredicesimo più alto del paese.